# Ключе (гміна)
Гміна Ключе (пол. Gmina Klucze) — сільська гміна у південній Польщі. Належить до Олькуського повіту Малопольського воєводства.
Станом на 31 грудня 2011 у гміні проживало 15316 осіб.

## Площа
Згідно з даними за 2007 рік площа гміни становила 119.31 км², у тому числі:
- орні землі: 37.00%
- ліси: 46.00%

Таким чином, площа гміни становить 19.18% площі повіту.

## Населення
Станом на 31 грудня 2011:
| Опис     | Загалом | Загалом | Чоловіки | Чоловіки | Жінки | Жінки |
| -------- | ------- | ------- | -------- | -------- | ----- | ----- |
| одиниця  | осіб    | %       | осіб     | %        | осіб  | %     |
| все      | 15316   | 100     | 7503     | 48.99    | 7813  | 51.01 |
| міське   | 0       | 100     | 0        |          | 0     |       |
| сільське | 15316   | 100     | 7503     | 48.99    | 7813  | 51.01 |

## Сусідні гміни
Гміна Ключе межує з такими гмінами: Болеслав, Вольбром, Лази, Оґродзенець, Олькуш, Пілиця.